# 帕佐拉峰
46°38′43″N 8°48′53.3″E / 46.64528°N 8.814806°E
帕佐拉峰（Piz Pazzola），是瑞士的山峰，位於該國東南部，由格勞賓登州負責管轄，屬於勒蓬廷阿爾卑斯山脈的一部分，海拔高度2,581米，每年平均降雨量2,385毫米。

## 外部連結
- Piz Pazzola on Hikr （页面存档备份，存于）